# Маревна
Маревна (настоящее имя Мария Брониславовна Воробьёва-Стебельская, 14 февраля 1892, Мариинский Посад — 4 мая 1984, Лондон) — русская художница и мемуаристка русско-польского происхождения, принадлежала к Парижской школе.

## Биография
Дочь польского дворянина и русской актрисы. Однако по линии матери у неё тоже была польская (а также еврейская) «кровь». О своём детстве позднее писала так:

Когда я думаю о своём детстве, я будто снова вдыхаю ароматы дикой степи, сырой древесины на берегах Волги и Казанки, запахи бескрайнего леса, опавших листьев, осени. Я родилась в деревне близ Чебоксар <…>

«Деревня» близ Чебоксар — это город Мариинский Посад, ныне районный центр Чувашии.
Отец был переведён на Кавказ и она оказалась в Тифлисе, где начала учиться живописи, в 1910 году приехала в Москву, поступила в Строгановское училище, училась вместе с Осипом Цадкиным.
В 1912 году переехала в Париж, поселилась в Улье. Сблизилась с кубистами, подружилась с Пикассо и другими обитателями артистического Монпарнаса, наиболее близко — с Эмилем Леже и Хаимом Сутиным. В течение полугода была возлюбленной Диего Риверы, в 1919 году родила от него дочь Марику, впоследствии ставшую актрисой. Занималась прикладным искусством, работала для различных домов моды. Прозвище, ставшее псевдонимом художницы, ей дал Максим Горький, с которым она познакомилась на Капри.
С 1948 года жила в Англии. Создала серию портретов художников Монпарнаса. Участница выставок с 1912 года: парижских салонов — Тьюильри, Независимых; русского искусства в Лондоне, Париже; «Неоимпрессионизма» (Нью-Йорк, 1968); «Женщины-художницы Парижской школы» (Женева, 1975) и др.
Коллекция работ имеется в музейных и частных собраниях Парижа, Лондона, Женевы и других городов. Написала книгу воспоминаний «Моя жизнь с художниками Улья», после публикации которой огромная часть её творческого наследия была выкуплена музеем современного искусства в Женеве «Пти-Пале». В 2004 году в Государственной Третьяковской галерее состоялась персональная выставка работ художницы.

## Творчество
Разработала оригинальный синтез кубизма и пуантилизма. В память о друзьях юности написала картину «Дар памяти друзьям с Монпарнаса» (1962, см.: ).

## Признание и наследие
О Маревне и её дочери Марике снят документальный фильм Яны Боковой (1978). Выставка «Маревна и Монпарнас», приуроченная к столетию художницы, состоялась в Лондоне (1992). В России ретроспектива работ Маревны была представлена в Третьяковской галерее в 2004 году. Тогда же в России были опубликованы её воспоминания о парижском периоде.

## Работы находятся в собраниях
- Музей современного искусства «Пти-Пале», Женева.
- Коллекция Дома-музея Максимилиана Волошина, Коктебель.
- Музей Русского искусства «Коллекция Цетлиных», Рамат Ган.
- Частные собрания

## Публикации на русском языке
- Воробьёва-Стебельская М. Б. Моя жизнь с художниками «Улья». — М.: Искусство — XXI век, 2004. — ISBN 5-98051-013-3.